# 김지민 (가수)
김지민(본명: 김민석 1976년 12월 3일 ~ )은 대한민국의 가수이다.

## 학력
- 동서울대학교 (전자통신학과 / 졸업)

## 음반
- 2004년 남자라면
- 2005년 손들어 봐
- 2007년 곡예사의 첫사랑
- 2008년 Forever Love
- 2008년 김지민의 막강 Live 성인가요 반란
- 2009년 으샤
- 2010년 2010 (으샤)
- 2012년 비상
- 2015년 음악과 함께하는 백세인생 트로트 스페셜 Vol.1, 2
- 2016년 리믹스 황제 최두련의 트로트 리믹스 2
- 2017년 우리 갑순이 OST Part 16
- 2017년 우리 갑순이 OST Part 22
- 2018년 평창가요! 김지민 2018평창동계올림픽 주제가요
- 2019년 니가참좋다.사랑뿐.웃짜자웃자

## 수상
- 1984년 제4회 DBS가요제 대상 수상
- 1985년 제1회 광장가요제 대상 수상
- 1993년 수원가요제 금상 수상
- 2008년 대한민국 전통가요대상 신인가수상
- 2009년 한국연예문화예술대상 남자신인가수상
- 2009년 복지TV 가요대상 방송 진행상
- 2010년 한중 식문화인 대상 연예인부문 신인상
- 2011년 CMB 한강방송 진행상